# Einsatz für Elliot Maus
Einsatz für Elliot Maus (Originaltitel Los Intocables de Elliot Mouse) ist eine spanische Animationsserie aus dem Jahr 1997, die auf Gangsterfilmen über Chicago während der Prohibition in den Vereinigten Staaten und die Ermittlungsbemühungen der Unbestechlichen unter Eliot Ness gegen den Gangsterboss Al Capone basiert. Diese werden als Mäuse und Katzen dargestellt.
In Deutschland wurde die Serie im November/Dezember 1997 auf Super RTL ausgestrahlt und erschien auch auf dem Sender RTL II und RiC.

## Handlung
Die von Mäusen bewohnte Stadt Cheesecago wird von Gangsterbanden beherrscht und terrorisiert, die den Käsehandel und -schmuggel kontrollieren, Schutzgelder erpressen und Politiker, Richter und die Polizei bestechen. Also werden drei Mäuse-Bundesagenten dorthin geschickt, die als Die Unbestechlichen bekannt werden, um zu ermitteln und für Recht und Ordnung zu sorgen.

## Figuren
Die Unbestechlichen sind vier Mäuse, die drei nach Cheesecago geschickten Agenten der Bundes-Mauseloch-Behörde Elliot Mouse, Gordon und Wilson, und Jack, ein Cheesecagoer Ex-Polizist. Elliot Mouse ist der Anführer der Agenten, der die Ermittlungen leitet; Gordon der korpulente Kraftprotz, der Käse erschnüffelt; Mr. Wilson das Gehirn der Operationen, der Berechnungen aufstellt und überprüft. Gordon besitzt Pistolenpatronen, die, nachdem er abgedrückt hat und sie losfliegen, selbständig handeln können, sodass sie die Gegner nicht erschießen, aber auf andere Weisen ausschalten können. Bei ihrem ersten Fall in Cheesecago freunden sie sich mit dem einheimischen Ex-Polizisten Jack an, der eine Autowerkstatt und Garage betreibt, in der sie ihr Hauptquartier einrichten.
Jack ist befreundet mit den drei Straßenkindern Mooney, Robin und Junior, die in seiner Garage und den Unbestechlichen bei manchen Fällen helfen. Die Unbestechlichen verkehren in dem Nachtclub Cheese Parée von Kellner Pierre und Sängerin Debora, der Elliot romantische Avancen macht. Zum Ende der Serie verloben sie sich. Der Reporter Gino fungiert auch als Erzähler zu Beginn und Ende der Episoden.
Die Unbestechlichen ermitteln hauptsächlich gegen die führende Gangsterbande unter der Katze Al Catzone (im Original Al Catone) mit seinen Gehilfen Scalise und Anselmo und der Ratte Rat Nitti, die ebenfalls Debora begehrt. Die Bande kontrolliert den Käsehandel in der Stadt, um die Preise hinaufzutreiben, erpresst von Unternehmern Schutzgelder, betrügt bei Spielen, Lotterien und Wetten und besticht den Bürgermeister, Richter, die Polizei und Presse, was dazu führt, dass sie immer wieder davonkommen und nicht belangt werden können. In den letzten beiden Episoden schließlich werden zunächst seine Handlanger und zuletzt Al Katzone endlich verurteilt und ins Gefängnis gebracht.
Die mit ihnen konkurrierende Gangsterbande besteht aus Hunden und wird von Doc Moran angeführt.

## Synchronisation
| Rolle       | Deutscher Sprecher |
| ----------- | ------------------ |
| Elliot Maus | Reent Reins        |
| Gordon      | Gustav Adolph Artz |
| Jack        | Rolf Jülich        |
| Rat Nitti   | Holger Mahlich     |
| Erzähler    | Rüdiger Schulzki   |

## Episodenliste
| Nr. | Deutscher Titel                 | Originaltitel              | Zusammenfassung | Deutschsprachige Erstausstrahlung (D) |
| --- | ------------------------------- | -------------------------- | --- | ------------------------------------- |
| 1   | Heißer Empfang                  | Cheesecago: ciudad sin ley | Die Bundesagenten kommen nach Cheesecago und lernen Debora und Jack kennen. | 4. Nov. 1997                          |
| 2   | Mooneys großer Fang             | El botín de Moony          | Die Bundesagenten lernen die drei Straßenkinder kennen, die ihnen bei einer Razzia helfen. | 5. Nov. 1997                          |
| 3   | Razzia                          | Los primeros golpes        | Nach einer erfolgreichen Razzia sorgt Al Catzone dafür, dass die Unbestechlichen Fehlschläge erleiden und in Verruf geraten. | 6. Nov. 1997                          |
| 4   | Die Käse-Route                  | La ruta del queso          | Al Catzone raubt die Boote aus, die Käse aus Katznada importieren. Also gehen die Unbestechlichen undercover als Seemänner. | 7. Nov. 1997                          |
| 5   | Alles oder nichts               | Doble o nada               | Zwei Musiker des Cheese Parée werden von Doc Moran beim Billardspielen ausgenommen. | 10. Nov. 1997                         |
| 6   | Der Spitzel                     | El soplón                  | Ein Kellner des Montmartre Clubs versucht sich als Spitzel für die Unbestechlichen, um vor seiner Freundin Eindruck zu schinden. | 11. Nov. 1997                         |
| 7   | Renntag                         | Un día en las carreras     | Al Catzone und Doc Moran betrügen sich bei den Wetten an der Windhundrennbahn gegenseitig. | 12. Nov. 1997                         |
| 8   | Käse aus Cheesenatown           | Ma Wilson                  | Wilsons Mutter ist zu Besuch, während die Unbestechlichen einem Fall im Stadtteil Cheesenatown nachgehen. | 13. Nov. 1997                         |
| 9   | Das Baseball-Spiel              | Atraco perfecto            | Im Baseballstadion spannt Al Catzone den Spieler Babe Maus als Ablenkung für einen Diebstahl ein. | 14. Nov. 1997                         |
| 10  | Agent Gordon gegen Ratte Ratter | Más dura será la caída     | Im Boxen scheint der von Al Catzone gesponserte Neuling Ratte Raffgier unschlagbar. Also tritt Gordon gegen ihn im Ring an, um Manipulation aufzudecken. | 17. Nov. 1997                         |
| 11  | Der Filmstar                    | La Starlette               | Filmstar Rita Mouseworth und Gangster Buschi Siegel kommen für einen Gangsterfilm in die Stadt. Die Unbestechlichen werden am Set eingesetzt, Rita zu beschützen. | 18. Nov. 1997                         |
| 12  | Im Bann der „Schwarzen Pfote“   | El expreso de Cheesecago   | Während der Überführung von Siegel nach New Yogurt locken die Unbestechlichen die Verbrecherorganisation „Schwarze Pfote“, die ihn befreien will, auf eine falsche Fährte. | 19. Nov. 1997                         |
| 13  | Flucht von Katzkatraz           | La fuga de Alcatraz        | Als in Cheesecago Falschgeld im Umlauf ist, das von einem Gefangenen in Katzkatraz zu stammen scheint, lassen die Unbestechlichen sich ins Gefängnis einschleusen und inszenieren einen Fluchtversuch.                                                                                             | 20. Nov. 1997                         |
| 14  | Unter Hypnose                   | La trampa                  | Gordon wird von einer Hypnotiseurin dazu gebracht, einen Richter anzugreifen, und kommt in Verruf. | 21. Nov. 1997                         |
| 15  | Außer Kontrolle                 | La ley de silencio         | Gerade als die Unbestechlichen sich als Dockarbeiter ausgeben, um eine Käselieferung zu konfiszieren, beginnen die tatsächlichen Arbeiter einen Streik. | 24. Nov. 1997                         |
| 16  | Gangster                        | Como el perro y el gato    | Doc Moran und Al Catzone versuchen einmal zusammenarbeiten, aber erklären sich darauf schnell den Krieg. Die Unbestechlichen können schließlich Doc Moran hinter Gittern bringen. | 25. Nov. 1997                         |
| 17  | Wer meldet sich freiwillig?     | El enemigo público         | Al Catzone betrügt bei einer Wohltätigkeitslotterie, deren Organisatorinnen sich darauf zum Schutz einen Revolverhelden holen. | 26. Nov. 1997                         |
| 18  | Der Erpresser                   | El regalo de Santa Mouse   | An Heiligabend geht der Erlös einer Wohltätigkeitsveranstaltung für die Armen stattdessen an Al Catzone, den Bürgermeister und drei Reporter, die sich diesmal entscheiden, Al Catzone zu erpressen.                                                                                               | 27. Nov. 1997                         |
| 19  | Fliegende Beute                 | Un botín por los aires     | Als die Unbestechlichen Geldscheine markieren, um Al Catzones Schutzgelderpressungen zu überführen, kommt ein Zirkus in die Stadt und macht ihnen Schwierigkeiten. | 28. Nov. 1997                         |
| 20  | Geld her oder …                 | La escuela del crimen      | Der Polizeichef wird mit einem Foto erpresst. Der Fall führt die Unbestechlichen in eine Kirche. | 1. Dez. 1997                          |
| 21  | Es wird eng                     | Con las horas contadas     | Der Bürgermeister stellt eine neue Polizeitruppe als Sonderkommission zum Käseschmuggel ein, die Pierre und Debora verdächtigt und festnimmt. | 2. Dez. 1997                          |
| 22  | Das gestohlene Auto             | El robo del Armstrong 326  | Um sein Ansehen zu verbessern, eröffnet Al Catzone einen Vergnügungspark, doch die Fahrgeschäfte werden von einer diebischen Clownstruppe sabotiert. | 3. Dez. 1997                          |
| 23  | Her mit den Klunkern            | Gemas y diamantes          | Als der Opernsänger Enrico Katztuso in Cheesecago auftritt, platzen alle Schaufensterscheiben, was den Gangstern den Weg zu Schmuck und Juwelen freimacht. | 4. Dez. 1997                          |
| 24  | Während die Stadt schläft       | Mientras la ciudad duerme  | Eine Fledermaus begeht eine Reihe nächtlicher Einbrüche. Den Unbestechlichen fällt Al Catzones Abrechnungsbuch in die Hände. | 5. Dez. 1997                          |
| 25  | Der einzige Zeuge               | El secuestro               | Als korrupt aufgeflogene Beamte treten zurück. Als Al Catzone seinen Buchhalter Walter beseitigen will, retten die Unbestechlichen ihn und erhalten einen Kronzeugen. Um Elliot unter Druck zu setzen, entführt Al Catzone am Valentinstag Debora. Nach ihrer Rettung verlobt Elliot sich mit ihr. | 8. Dez. 1997                          |
| 26  | Stunde der Wahrheit             | Cuestión de impuestos      | Der Prozess gegen Al Catzone wegen Steuerhinterziehung findet statt. Dass sein Anwalt die Geschworenen bestochen hat, fliegt auf, doch kann Kronzeuge Walther nicht aussagen. Dennoch kann Wilson Al Catzone überführen, der schließlich festgenommen wird.                                        | 9. Dez. 1997                          |

## Einzelnachweis
1. ↑  Einsatz für Elliot Maus. In: Deutsche Synchronkartei. Abgerufen am 27. Dezember 2021.